# 1923 en combiné nordique
| Années du combiné nordique : 1920 - 1921 - 1922 - 1923 - 1924 - 1925 - 1926    |
| Décennies du combiné nordique : 1890 - 1900 - 1910 - 1920 - 1930 - 1940 - 1950 |

Cette page reprend les résultats de combiné nordique de l'année 1923.

## Festival de ski d'Holmenkollen
L'édition 1923 du festival de ski d'Holmenkollen fut remportée par le norvégien Johan Grøttumsbråten
devant ses compatriotes Thorleif Haug et Thoralf Strømstad.

## Jeux du ski de Lahti
1923 est l'année de la création des Jeux du ski de Lahti. L'épreuve de combiné fut remportée par le finlandais Verner Eklöf
devant ses compatriotes Uuno Suomalainen et Alfred Eklöf. Le vainqueur de cette épreuve fut désigné
du champion de Finlande 1923.

## Championnats nationaux

### Championnat d'Allemagne
L'épreuve du championnat d'Allemagne de combiné nordique 1923 fut remportée par Josef Adolph.

### Championnat de Finlande
Le championnat de Finlande 1923 eut lieu durant les premiers
Jeux du ski de Lahti. Le champion 1923 fut Verner Eklöf, devant Uuno Suomalainen et Alfred Eklöf.

### Championnat de France
Le championnat de France 1923 eut lieu à Luchon-Superbagnères.
Georges Berthet le remporta.

### Championnat d'Italie
Le championnat d'Italie 1923 fut remporté par le tenant du titre, Giuseppe Ferrara.

### Championnat de Norvège
Le championnat de Norvège 1923 se déroula à Risør, sur le Songebakken.
Le vainqueur fut Knut Strømstad, suivi par l'ancien vainqueur Otto Aasen et par Jørgen Westlund (no).

### Championnat de Pologne
Comme l'année précédente, le championnat de Pologne 1923 fut remporté par Andrzej Krzeptowski, du club SNPTT Zakopane.

### Championnat de Suède
Le championnat de Suède 1923 a distingué Pelle Holmström (de), du club IF Friska Viljor.

### Championnat de Suisse
Le championnat de Suisse de ski 1923 a eu lieu à Grindelwald, comme en 1910.
Le champion 1923 fut Alexandre Girard-Bille, de La Chaux-de-Fonds.